# 2017년 오스트리아 국민의회 선거
2017년 오스트리아 국민의회 선거는 전체 183석의 오스트리아 의원들을 선출하기 위해 2017년 10월 15일에 실시되었다.

## 선거 결과
|                                                           |                                |           |      |        |      |  |  |
| 정당                                                      | 정당                           | 득표수    | %    | 의석수 | +/-  |  |  |
|                                                           | 오스트리아 국민당              | 1,595,526 | 31.5 | 62     | +15  |  |  |
|                                                           | 오스트리아 사회민주당          | 1,361,746 | 26.9 | 52     | 0    |  |  |
|                                                           | 오스트리아 자유당              | 1,316,442 | 26.0 | 51     | +11  |  |  |
|                                                           | NEOS - 신오스트리아와 자유포럼 | 268,518   | 5.3  | 10     | +1   |  |  |
|                                                           | 페터 필츠당                    | 223,543   | 4.4  | 8      | 신규 |  |  |
|                                                           | 녹색 - 녹색 대안               | 192,638   | 3.8  | 0      | -24  |  |  |
|                                                           | 내 표를 계산해 주세요!         | 48,234    | 1.0  | 0      | 신규 |  |  |
|                                                           | 오스트리아 공산당              | 39,689    | 0.8  | 0      | 0    |  |  |
|                                                           | 백인당                         | 9,167     | 0.2  | 0      | 신규 |  |  |
|                                                           | 오스트리아 자유 명단           | 8,889     | 0.2  | 0      | 신규 |  |  |
|                                                           | 밝은 미래를 위한 운동          | 2,724     | 0.1  | 0      | 신규 |  |  |
|                                                           | 집 없는 정치인들               | 761       | 0.0  | 0      | 신규 |  |  |
|                                                           | 사회주의 좌파당                | 713       | 0.0  | 0      | 0    |  |  |
|                                                           | 유럽 연합 탈퇴당               | 693       | 0.0  | 0      | 0    |  |  |
|                                                           | 오스트리아 기독당              | 425       | 0.0  | 0      | 0    |  |  |
|                                                           | 남자당                         | 221       | 0.0  | 0      | 0    |  |  |
| 무효/기권                                                 | 무효/기권                      | 50,952    | –    | –      | –    |  |  |
| 합계                                                      | 합계                           | 5,120,881 | 100  | 183    | 0    |  |  |
| 등록 유권자/투표율                                        | 등록 유권자/투표율             | 6,400,993 | 80.0 | –      | 5.1% |  |  |
| 출처: 오스트리아 내무부 보관됨 2017-10-15 - archive.today |                                |           |      |        |      |  |  |

### 국민당
오스트리아 국민당은 젊은 대표인 제바스티안 쿠르츠를 앞세워 선거에서 승리하였다. 국민당이 1당이 된것은 2002년 이후 처음 있는 일이다. 국민당은 오스트리아 자유당과 연정을 맺어 집권하는데에 성공하였고, 총리를 배출하여 이 선거의 최대 승자로 꼽히고있다.

### 사회민주당, 자유당
사민당은 당초 여론조사 결과에 비하면 높은 결과를 얻었고, 2013년 선거와 비교하여 0.1%p정도 득표율을 더 얻었지만, 1당을 국민당에게 내준데다가 자유당과 국민당의 연정으로 의회에서 고립되어 실질적으로 패배하였다. 자유당의 경우 2당을 노렸으나 최종 결과는 3당이 되었다.

### 기타정당
녹색 - 녹색 대안은 4% 봉쇄조항을 넘지 못해 24석의 의석이 모두 사라지는 충격적인 결과를 맞았다. 반면 녹색당에서 떨어져나온 페터 필츠당은 8석을 얻어 선전하였다.